# Federico di Nassau-Zuylestein
Federico di Nassau-Zuylestein, I signore di Zuylestein, detto anche in inglese Frederick Nassau de Zuylestein ('s-Gravesloot, 1624 – Woerden, 12 ottobre 1672), è stato un militare olandese.

## Biografia

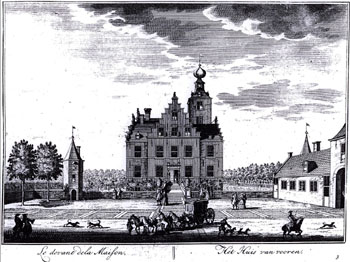
Il castello di Zuylestein nel 1650, poi distrutto da un bombardamento nel corso della Seconda guerra mondiale.

Federico nacque nel 1624 a 's-Gravesloot, figlio illegittimo del principe Federico Enrico d'Orange (1584 – 1647) e della sua amante, Margaretha Catharina Bruyns (1595–1625), la quale era figlia di Ludolph Bruyns, sindaco della città di Emmerich. Egli era pertanto fratellastro, tra gli altri, del principe Guglielmo II d'Orange.
Il 15 marzo 1640, il padre di Federico gli donò il Castello di Zuylestein (detto anche Zuylenstein in alcuni documenti) - situato a circa venti miglia ad est della città di Utrecht, concedendogli inoltre il titolo di Signore di Zuylestein (in olandese: Heer van Zuylestein). Successivamente, fu sempre Federico Enrico a creare il figlio capitano di fanteria nell'esercito dei Paesi Bassi.
Nel 1659, Federico venne posto direttamente al servizio di Guglielmo III d'Orange come suo tutore durante gli anni della sua minore età ma, su pressione di Johan de Wit, Guglielmo III prese il pieno potere nel 1666 e licenziò dal suo compito Federico. Uno dei motivi per queste sue improvvise dimissioni fu sicuramente il fatto di aver sposato una nobildonna inglese, fatto che lo poneva immediatamente tra i sospettati di filo-anglismo in un periodo di grandi scontri tra Inghilterra e Paesi Bassi. Nell'aprile del 1672 (il cosiddetto rampjaar) divenne generale di fanteria e nell'agosto di quello stesso anno venne coinvolto negli assassinii di Johan e Cornelis de Wit.
Nell'ottobre del 1672 Federico morì presso Woerden in una battaglia contro l'esercito francese nota come Battaglia di Kruipin.

## Matrimonio e figli
Il 16 ottobre 1648, Federico sposò Mary Killigrew (n. 1627) a Le Hague. Questa era figlia di Sir William Killigrew (uno dei favoriti di Carlo I e di Carlo II d'Inghilterra) e di Mary Hill, di Honilay. Questa era inoltre cugina di primo grado della figlia illegittima di Carlo II, la contessa di Yarmouth. Era giunta nei Paesi Bassi appena diciassettenne nel febbraio del 1644, come dama d'onore di Maria, principessa reale d'Inghilterra e principessa d'Orange.
Federico e Mary ebbero due figli:
- Guglielmo di Nassau-Zuylestein, I conte di Rochford, Signore di Zuylestein (1649 – 12 luglio 1708) che fu soldato, diplomatico e confidente di Guglielmo III d'Inghilterra che lo ricompensò per il servizio svolto a favore della sua persona col titolo inglese di Conte di Rochford nel 1695.
- Enrico, signore di Leersum (c. 1650 – 13 novembre 1673), che morì nel corso dell'assedio di Bonn.

## Albero genealogico
|                               |                 |                            | Genitori                           |  |  | Nonni |  |  | Bisnonni                         |  |  | Trisnonni                       |  |
|                               |                 |                            |                                    |  |  |       |  |  | Guglielmo I di Nassau-Dillenburg |  |  | Giovanni V di Nassau-Dillenburg |  |
|                               |                 |                            |                                    |  |  |       |  |  | Guglielmo I di Nassau-Dillenburg |  |  | Giovanni V di Nassau-Dillenburg |  |
|                               |                 | Elisabetta d'Assia-Marburg |                                    |  |  |       |  |  | Guglielmo I di Nassau-Dillenburg |  |  |                                 |  |
| Guglielmo I d'Orange          |                 |                            |                                    |  |  |       |  |  | Guglielmo I di Nassau-Dillenburg |  |  |                                 |  |
|                               |                 | Giuliana di Stolberg       | Botho VIII di Stolberg-Wernigerode |  |  |       |  |  |                                  |  |  |                                 |  |
|                               |                 | Giuliana di Stolberg       | Botho VIII di Stolberg-Wernigerode |  |  |       |  |  |                                  |  |  |                                 |  |
|                               |                 | Giuliana di Stolberg       | Anna di Eppstein-Königstein        |  |  |       |  |  |                                  |  |  |                                 |  |
| Federico Enrico d'Orange      |                 | Giuliana di Stolberg       |                                    |  |  |       |  |  |                                  |  |  |                                 |  |
|                               |                 | Gaspard de Coligny         | Gaspard I de Coligny               |  |  |       |  |  |                                  |  |  |                                 |  |
|                               |                 | Gaspard de Coligny         | Gaspard I de Coligny               |  |  |       |  |  |                                  |  |  |                                 |  |
|                               |                 | Gaspard de Coligny         | Luisa di Montmorency               |  |  |       |  |  |                                  |  |  |                                 |  |
| Louise de Coligny             |                 | Gaspard de Coligny         |                                    |  |  |       |  |  |                                  |  |  |                                 |  |
|                               |                 | Charlotte de Laval         | Guido XVI di Laval                 |  |  |       |  |  |                                  |  |  |                                 |  |
|                               |                 | Charlotte de Laval         | Guido XVI di Laval                 |  |  |       |  |  |                                  |  |  |                                 |  |
|                               |                 | Charlotte de Laval         | Antoinette d'Aillon                |  |  |       |  |  |                                  |  |  |                                 |  |
| Federico di Nassau-Zuylestein |                 | Charlotte de Laval         |                                    |  |  |       |  |  |                                  |  |  |                                 |  |
|                               | Nicolaas Bruyns | Ludolph Bruyns             |                                    |  |  |       |  |  |                                  |  |  |                                 |  |
|                               | Nicolaas Bruyns | Ludolph Bruyns             |                                    |  |  |       |  |  |                                  |  |  |                                 |  |
|                               | Nicolaas Bruyns | Catharina van Boetbergen   |                                    |  |  |       |  |  |                                  |  |  |                                 |  |
| Ludolph Bruyns                | Nicolaas Bruyns |                            |                                    |  |  |       |  |  |                                  |  |  |                                 |  |
|                               |                 | Wendela van Till           | Lambert van Till                   |  |  |       |  |  |                                  |  |  |                                 |  |
|                               |                 | Wendela van Till           | Lambert van Till                   |  |  |       |  |  |                                  |  |  |                                 |  |
|                               |                 | Wendela van Till           | Wendelina van Arnhem               |  |  |       |  |  |                                  |  |  |                                 |  |
| Margaretha Catharina Bruyns   |                 | Wendela van Till           |                                    |  |  |       |  |  |                                  |  |  |                                 |  |
|                               |                 | …                          | …                                  |  |  |       |  |  |                                  |  |  |                                 |  |
|                               |                 | …                          | …                                  |  |  |       |  |  |                                  |  |  |                                 |  |
|                               |                 | …                          | …                                  |  |  |       |  |  |                                  |  |  |                                 |  |
| Christina van Herenhaven      |                 | …                          |                                    |  |  |       |  |  |                                  |  |  |                                 |  |
|                               |                 | …                          | …                                  |  |  |       |  |  |                                  |  |  |                                 |  |
|                               |                 | …                          | …                                  |  |  |       |  |  |                                  |  |  |                                 |  |
|                               |                 | …                          | …                                  |  |  |       |  |  |                                  |  |  |                                 |  |
|                               |                 | …                          |                                    |  |  |       |  |  |                                  |  |  |                                 |  |